# Brachydesmus bebekensis
Brachydesmus bebekensis är en mångfotingart som beskrevs av Karl Wilhelm Verhoeff 1941. Brachydesmus bebekensis ingår i släktet Brachydesmus och familjen plattdubbelfotingar. Inga underarter finns listade i Catalogue of Life.